# Joseph Duell
Joseph Duell (Dayton, 30 aprile 1956 – New York, 16 febbraio 1986) è stato un danzatore e coreografo statunitense, primo ballerino del New York City Ballet dal 1984 alla morte.

## Biografia
Joseph Duell nacque a Dayton nel 1956, figlio di un ministro battista. Insieme al fratello Daniel, anch'egli futuro ballerino, Duell ricevette un'educazione musicale severa e cominciò a studiare danza all'età di sette anni. Tre anni più tardi ricevette la borsa di studio della Ford Foundation per proseguire con gli studi e nel 1971 fu ammesso alla School of American Ballet di New York.
Nel 1975 fu scritturato dal New York City Ballet, che aveva precedentemente assunto anche Daniel. Tra i due fratelli si instaurò un rapporto di profonda competizione che segnò in particolare Joseph, fisicamente meno dotato di Daniel. Dopo circa un anno lasciò la compagnia per quattro mesi e, al suo ritorno, si allenò duramente e i due fratelli risolsero i loro conflitti. Nel 1980 fu promosso al rango di solista e due anni più tardi fece il suo debutto come coreografo con La Creation Du Monde, che fu accolto positivamente dalla critica. Nel 1984 fu proclamato primo ballerino della compagnia.
Il 15 febbraio 1986 danzò per l'ultima volta con la compagnia in Symphony in C di George Balanchine, ottenendo recensioni positive per l'eleganza del suo stile classico. Malato da tempo di depressione, si suicidò la mattina seguente gettandosi dalla finestra del suo appartamento di Manhattan.
Jerome Robbins gli dedicò il balletto Quiet City, su musiche di Aaron Copland, portato al debutto l'8 maggio 1986.